# マテラン登山鉄道

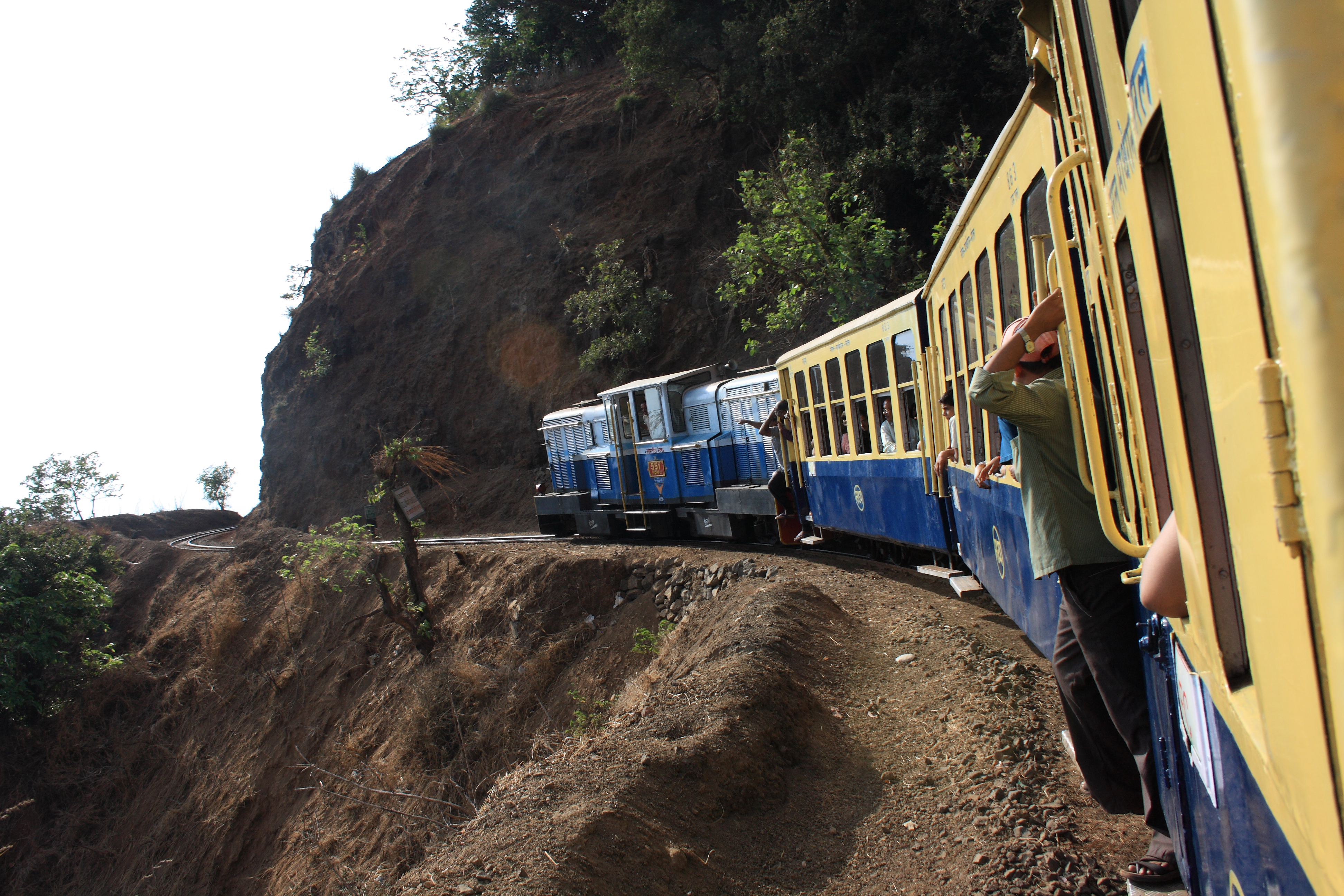
勾配区間を走る列車

マテラン登山鉄道（-とざんてつどう、英語：Matheran Hill Railway）とは、インド西海岸の都市ムンバイ郊外のインド国鉄（インド中部鉄道）広軌線ネーラル駅から保養地マテランを結ぶ観光鉄道である。名称の日本語表記には揺れがあり、マーテーラーン登山鉄道、マテラン丘陵鉄道とも表記される。

## 概要

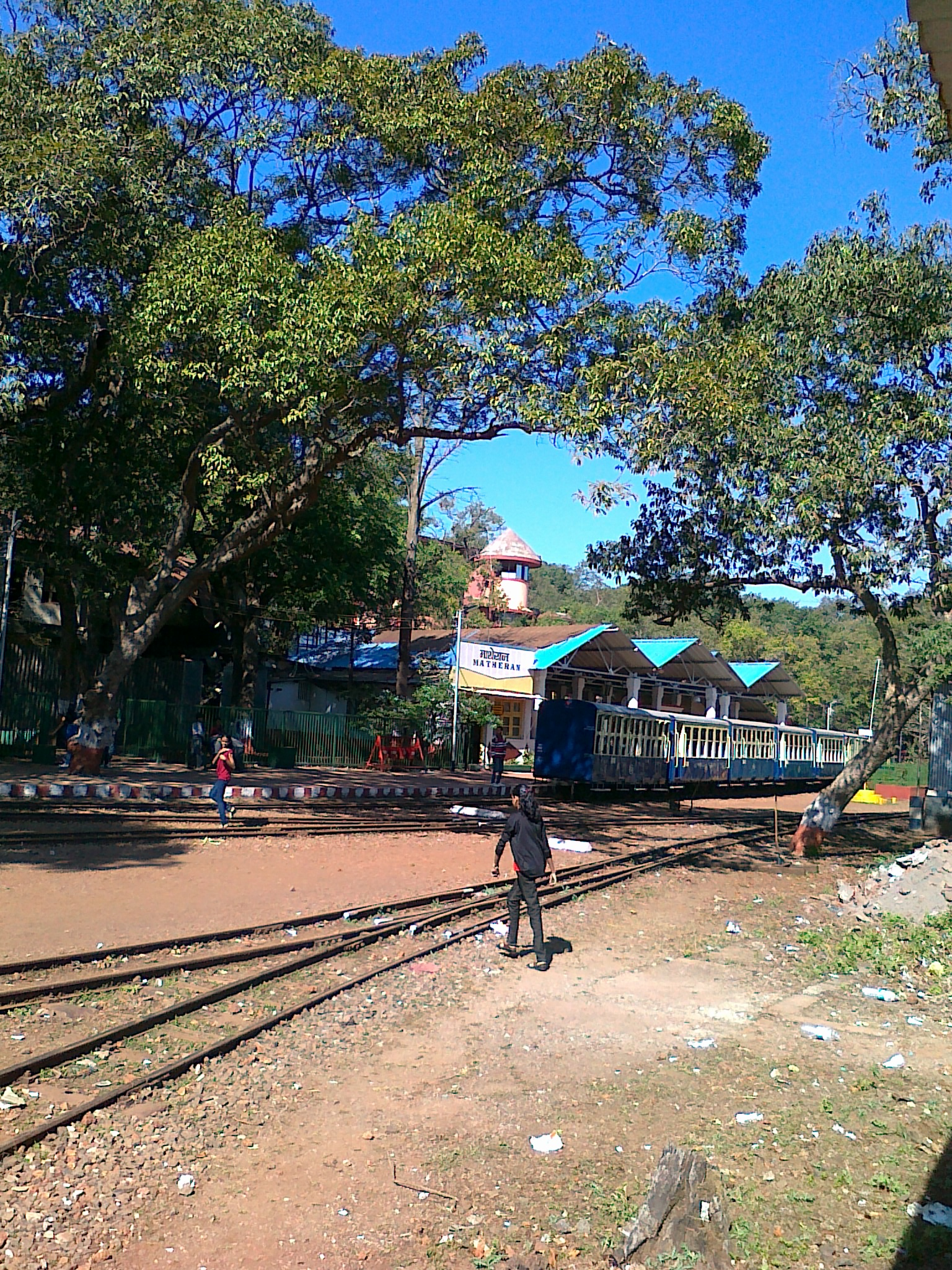
マテラン駅

マテランは、イギリスによるインド植民地統治時代の1850年代に、ムンバイ（当時はボンベイ）在住のイギリス人らの避暑地として開発された。マテラン登山鉄道は、山麓の広軌線最寄駅ネーラルとマテランを結ぶ交通手段として建設され、1907年3月に開通した。
路線延長19.36km。起終点間に約750mの標高差があり、急峻な丘陵を登るため610mm軌間を採用し、車体の規格も小さい。日本で言うところの軽便鉄道に相当する。最急勾配は50‰、最小曲線半径は14mである。機関区・工場はネーラル駅構内にある。
インド政府は、当線の世界遺産への登録を目指しており、暫定リストにも当線が登載されていたが削除された。

## 沿革
- 1907年3月 - 開通。
- 1982年 - 蒸気機関車を廃止。ディーゼル化される[2]。

## 車両
列車は全てディーゼル機関車牽引である。

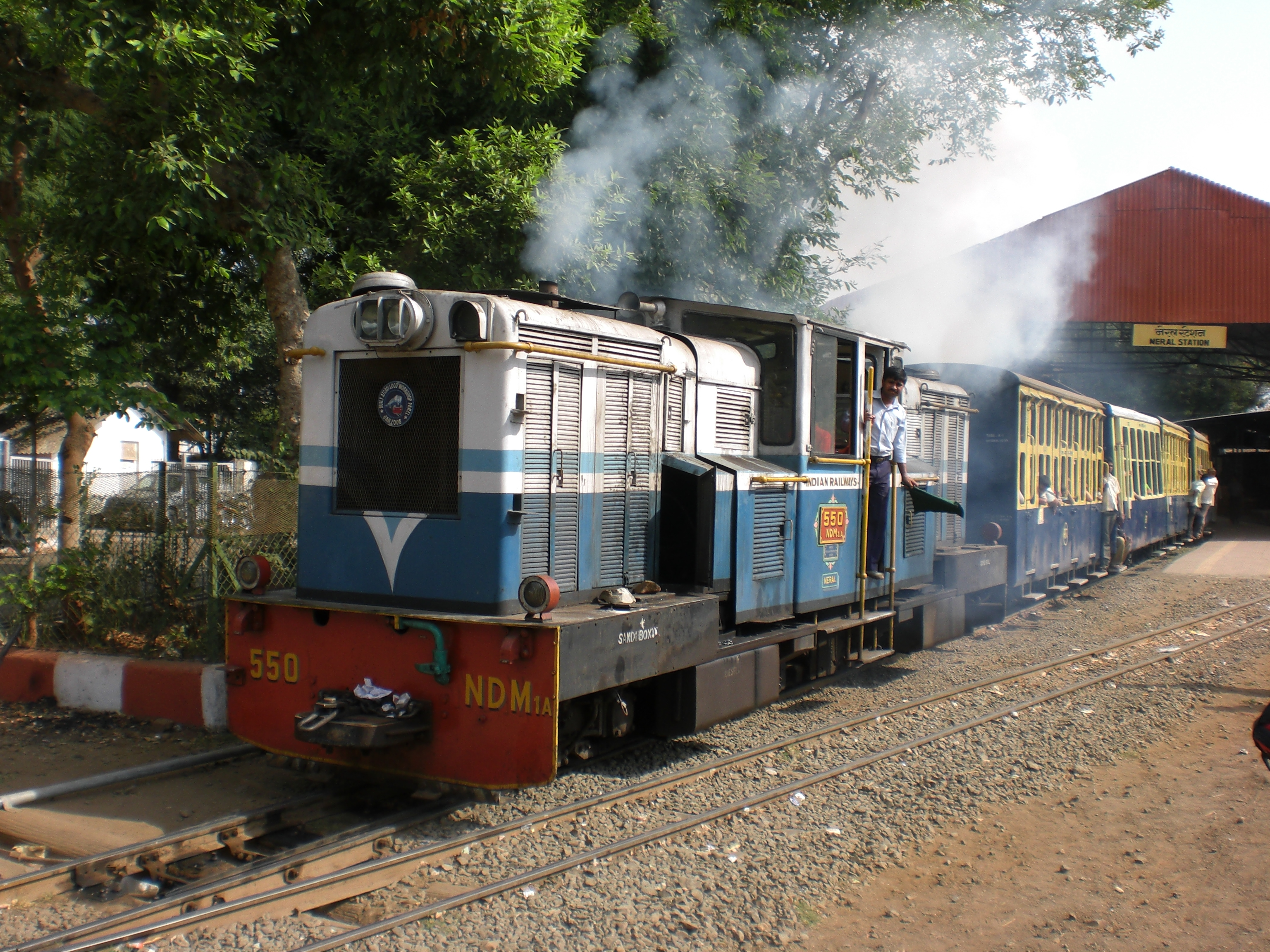
ネーラル駅を出発する列車

急勾配を登るため、610mm軌間の鉄道としては大型の2基エンジン搭載凸型4動軸ディーゼル機関車を使用している。また、急曲線を通過できるよう、機関車の中央部は連接構造となっている。
客貨車は、1等座席車・2等座席車と有蓋緩急車がある。いずれも全長は機関車の1/3程の小型車であるが、急曲線への対応のためボギー車となっている。貫通ブレーキを装備していないため、各列車には必ず有蓋緩急車が連結される。